# Wonderful World (映画)
『Wonderful World』（ワンダフルワールド）は、浪川大輔監督による日本の実写映画。2010年6月19日公開。
本作は登場人物が現実世界と眠っている間に訪れる謎の真っ白空間の夢の第二世界ヘムを行き来するという展開で進行していく難解でミステリアスなストーリーと、アクション要素やコミカルなシーンも多少含まれるファンタジームービー。
出演者はアニメなどを中心に活動する声優が多い。その理由について監督の浪川は「俳優がアニメに出ることもあるのだから、声優が実写に出てもいいだろう」とコメントしている。

## キャスト
- 片山誠志 - 宮野真守
- 福島成実 - 上原歩
- 片山晃一 - 浪川大輔
- 田中晶子 - 平田裕香
- 中村良治 - 森久保祥太郎
- 珍念 - 杉田智和
- 三上紗季 - 甲斐田裕子
- 熊田次郎 - 小山剛志
- 大田俊介 - 夢人（彩冷える）
- 野間文夫 - ヒロシ
- MR.0 - 関智一
- 南智子 - 長沢美樹
- 天村マヤ - 斎賀みつき
- 田島幸三 - 勝杏里
- 長岡医院の看護師 - 大浦冬華
- 龍興 - マフィア梶田
- お弁当屋 - 小堀友里絵
- 伊藤篤志 - 小山力也
- 西川芳高 - 藤原啓治
- 木崎潤一郎 - 山寺宏一
- 弦仁院竜斎・木島夢蔵 - 内海賢二 ※2役
- ジューシーガール - たかはし智秋

### 未公開スピンオフドラマ「SECRET Agent in HEM」
DVDに収録された本編の短編サイドストーリー。どちらかといえばシリアスな内容が多い本編と違いコメディー色が強く芸人のコントのようなやり取りが多い完全なギャグ物となっている。
- MR.0 - 関智一
- MR.1 - 森川智之
- MR.2 - 岩田光央
- MR.3（中村良治）- 森久保祥太郎
- 片山誠志 - 宮野真守〈友情出演（静止画）〉
- 片山晃一 - 浪川大輔〈本人出演（静止画）〉

## 主題歌
- angela「Wonderful World」
  - 同タイトルの映画サウンドトラックアルバムが2010年7月14日に発売されている。